# Iglesia de la Sangre (Villafamés)
La iglesia de la Sangre de Villafamés (Provincia de Castellón, España) está situada a los pies del castillo y frente a lo que fue Casa de la Villa. Se trata de una construcción de origen medieval y barroquizada en el siglo XVII. 
Construida en parte sobre un aljibe, que hizo posiblemente las funciones de cripta, presenta trece arcos apuntados, tal vez del siglo XIV. 
La Iglesia presenta nave de cuatro tramos, más presbiterio y coro alto a los pies con capillas entre contrafuertes. Cubre con bóveda de cañón con lunetos en la nave y con bóveda de crucería en el presbiterio. 
Entre la ornamentación interior destacan los diferentes retablos barrocos, y las pinturas al fresco atribuidas al entorno de Vicente y Eugenio Guilló.